# Radio Retaliation
Radio Retaliation – piąty album studyjny Thievery Corporation, wydany 23 września 2008 roku w Stanach Zjednoczonych przez Eighteenth Street Lounge Music jako CD.
Album został nominowany do nagrody Grammy w kategorii: Best Recording Package.
Doszedł do 1. miejsca na liście Dance/Electronic Albums tygodnika Billboard.

## Przesłanie ideowe albumu
Album Radio Retaliation zawierał polityczne odniesienia do ówczesnej kampanii wyborczej. Rob Garza stwierdził, iż album jest „zdecydowanie wyrazistym, politycznym oświadczeniem”. Wyjaśnił, iż jest to właściwy moment, aby zabrać głos w momencie, kiedy zawieszono stosowanie Habeas Corpus Act, zleca się stosowanie tortur, prowadzone są wojenne agresje, panuje kryzys paliwowy, żywnościowy i gospodarczy. Eric Hilton ze swej strony dodał, iż poza kilkoma niezależnymi bastionami w amerykańskich mediach przestała istnieć wolność muzyczna czy informacyjna. Zostały one wykupione, skonsolidowane i zhomogenizowane. Radio Retaliation traktuje o odpływie tych, którzy skłonni są przyznać, iż z oficjalną wersją kultury i informacji stało się coś niedobrego.

## Charakterystyka muzyczna albumu
Na albumie pojawili się nowi współpracownicy: pochodzący z Nigerii Femi Kuti, brazylijski wokalista i gitarzysta Seu Jorge, indyjska wirtuoz sitaru Anoushka Shankar, słowacka piosenkarka i skrzypaczka Jana Andevska oraz pochodzący z Waszyngtonu Chuck Brown, pomysłodawca go-go. Obok nich pojawili się również długoletni współpracownicy: Sleepy Wonder, Lou Lou Ghelichkhani, Notch, Zeebo i Verny Varela. Dzięki nim w muzyce dały znać o sobie różnorakie wpływy muzyczne: jamajskie, indyjskie, brazylijskie, nigeryjskie i arabskie. Jako przykład udanego połączenia tychże wpływów Eric Hilton podał piosenkę „The Forgotten People”, utwór trip hopowy z dość ciężkimi breakbeatami, arabsko brzmiącą perkusją i riffami. Album uzupełniła rozkładana broszura o wymiarach 50 x 75 cm, zawierająca nie tylko teksty utworów, ale także liczne cytaty autorstwa różnych światowych postaci - od Einsteina, Chomsky’ego i Edwarda Bernaysa po Johna Lee Hookera i Mos Defa. 

## Lista utworów
Lista na podstawie Discogs:
| Nr  | Tytuł utworu                          | Wokal                | Długość |
| --- | ------------------------------------- | -------------------- | ------- |
| 1.  | „Sound The Alarm”                     | Sleepy Wonder        | 3:41    |
| 2.  | „Mandala”                             | Anoushka Shankar     | 4:00    |
| 3.  | „Radio Retaliation”                   | Sleepy Wonder        | 3:27    |
| 4.  | „Vampires”                            | Femi Kuti            | 4:57    |
| 5.  | „Hare Krsna”                          | Seu Jorge            | 3:28    |
| 6.  | „El Pueblo Unido”                     | Verny Varela         | 3:35    |
| 7.  | „الشعب المنسي (The Forgotten People)” |                      | 3:11    |
| 8.  | „33°”                                 | Zeebo                | 3:48    |
| 9.  | „Beautiful Drug”                      | Jana Andevska        | 3:27    |
| 10. | „La Femme Parallel”                   | Lou Lou Ghelichkhani | 4:29    |
| 11. | „Retaliation Suite”                   |                      | 2:54    |
| 12. | „The Numbers Game”                    | Chuck Brown          | 3:02    |
| 13. | „The Shining Path”                    |                      | 3:38    |
| 14. | „Blasting Through The City”           | Notch                | 3:31    |
| 15. | „Sweet Tides”                         | Lou Lou Ghelichkhani | 4:48    |
|     |                                       |                      | 55:56   |

## Odbiór

### Opinie krytyków
| Oceny łączne      | Oceny łączne |
| Publikacja        | Ocena        |
| ----------------- | ------------ |
| Album of the Year | 57/100       |
| Metacritic        | 62/100       |
| Recenzje          |              |
| Publikacja        | Ocena        |
| All About Jazz    | [ 9 ]        |
| AllMusic          | [ 5 ]        |
| musicOMH          | [ 10 ]       |
| Pitchfork         | 2.6/10       |
| PopMatters        | 6/10         |
| RYM               | 3.15/5       |
| Sputnikmusic      | 3.4/5        |

Zespół redakcyjny włoskiej filii magazynu All About Jazz omawiając album stwierdził, iż „wokalni goście są godni uwagi, od Seu Jorge do Femi Kuti (oprócz Sleepy Wondera), ale nie robią nic poza potwierdzeniem wrażenia, że już się ich słyszało”. Zespół dał znać o swoim stylu dopiero w takich utworach jak „33 Degree” czy „Beautiful Drug”. Zawartość albumu została oceniona jako „raczej znajoma i nieatrakcyjna”.
Również zdaniem Johna Busha z AllMusic dwie najważniejsze kreacje albumu to Femi Kuti i Seu Jorge; najpierw pierwszy z nich w piosence „Vampires” zwrócił uwagę na problem ludobójstwa w Afryce na przestrzeni dziejów (od Kinszasy po Darfur, Lagos i Malabo), a następnie drugi zaprezentował uszczęśliwiającą odę do pokoju zatytułowaną „Hare Krsna”; obie te interpretacje krytyk porównał do yang i yin.
Na polityczne podteksty zwrócił również uwagę Adam Conner-Simons z musicOMH dając jako przykłady: anty-establishmentowy „Sound the Alarm”, „Vampires” i „The Forgotten People”. Sam album ocenił jako zrealizowany według podobnego schematu, co poprzednie wydawnictwa zespołu: The Mirror Conspiracy, The Richest Man In Babylon i The Cosmic Game. Od strony instrumentalnej album cechuje: spokojna sekcja rytmiczna (składająca się z rzadkich gitarowych solówek, soczystych akordów fortepianu i zaprogramowanej perkusji), instrumenty z całego świata (arabskie smyczki czy nowoorleańskie instrumenty dęte, skopiowane z płyt jako sample), a od strony wokalnej – soulowe śpiewy w stylu reggae. Jako przykład podaje piosenki: „El Pueblo Unido”, „The Numbers Game” i „Mandala” (zrealizowana z towarzyszeniem sitaru). Zauważył jednak, iż „echa wcześniejszych albumów są częste i rażące”, a caly album podsumował jako „idealny na afterparty dla VIP-ów na Ibizie”.
Na wpływ wcześniejszych dokonań zespołu zwrócił też uwagę Andrew Martin z magazynu PopMatters. Radio Retaliation to jego zdaniem „w równej mierze rewolucja i tradycja. Album jest obciążony zbyt dużą ilością tych samych brzmień down tempo, które wszyscy już słyszeliśmy, za bardzo opiera się na ich sprawdzonym stylu”. Według jego opinii Garza i Hilton od czasu wydania Sounds from the Thievery Hi-Fi nie zrobili zbyt wiele, aby zmienić swój styl i to pomimo zaproszenia wielu różnych artystów i sięgnięcia po różne gatunki muzyczne. Wyróżnił szereg utworów („Mandala”, „Vampires”, „Hare Krisna”, „33 Degree”, „La Femme Parallel”, „Sound the Alarm”, „Radio Retaliation”, „The Numbers Game”, „The Shining Path”, „Sweet Tides”) stwierdzając na koniec, że choć Garza i Hilton stworzyli „spójny i przyjemny w odbiorze album, to jednak przydałoby mu się trochę więcej różnorodności”.
Mark Pytlik z magazynu Pitchfork określił album jako „zarówno perfekcyjny, jak i perfekcyjnie nudny (z nielicznymi wyjątkami)”. Choć wyróżnił piosenkę Kutiego, „Vampires” („z pewnością najlepsza rzecz na płycie”), to stwierdził jednocześnie, iż nie dorównuje ona w żaden sposób własnym nagraniom tego artysty, zaś piosenki Seu Jorge’a i Anoushki Shankar „mogłyby równie dobrze zostać nagranie 10 lat temu na jakąś symboliczną, ekskluzywną, dwupłytową składankę Global Soundz”.
| Kraj              | Lista                               | Pozycja |
| ----------------- | ----------------------------------- | ------- |
| Belgia            | Ultratop (Flandria)                 | 64      |
| Francja           | SNEP                                | 108     |
| Holandia          | MegaCharts                          | 21      |
| Nowa Zelandia     | ONZMC                               | 35      |
| Stany Zjednoczone | Billboard 200                       | 35      |
| Stany Zjednoczone | Dance/Electronic Albums (Billboard) | 1       |
| Stany Zjednoczone | Independent Albums (Billboard)      | 5       |
| Szwajcaria        | Schweizer Hitparade                 | 79      |
| Wielka Brytania   | Official Charts Company             | 175     |
| Wielka Brytania   | Official Dance Albums Chart Top 40  | 4       |
| Włochy            | FIMI                                | 59      |

| Kraj              | Lista                               | Pozycja |
| ----------------- | ----------------------------------- | ------- |
| Stany Zjednoczone | Dance/Electronic Albums (Billboard) | 21      |

| Kraj              | Lista                               | Pozycja |
| ----------------- | ----------------------------------- | ------- |
| Stany Zjednoczone | Dance/Electronic Albums (Billboard) | 24      |